# Batňovice
Batňovice är en ort i Tjeckien. Den ligger i den nordöstra delen av landet, 120 km öster om huvudstaden Prag. Batňovice ligger 363 meter över havet och antalet invånare är 687.
Terrängen runt Batňovice är kuperad norrut, men söderut är den platt. Batňovice ligger nere i en dal.Runt Batňovice är det ganska tätbefolkat, med 230 invånare per kvadratkilometer. Närmaste större samhälle är Trutnov, 11,2 km nordväst om Batňovice. Trakten runt Batňovice består till största delen av jordbruksmark.